# Hormazd II
Hormazd II var en persisk kung av den sassanidiska ätten. Han regerade mellan 302 och 309.